# Red White & Blues Image
Red White & Blues Image je třetí a zároveň poslední studiové album rockové skupiny Blues Image. Na albu se již nepodílel kytarista Mike Pinera, který přešel ke známějším Iron Butterfly. V Blues Image ho nahradil Kent Henry.

## Seznam skladeb
1. Rise Up (Correll, Jones, Konte) 4:09
2. Behind Every Man (Correll, Konte) 3:19
3. Gas Lamps & Clay (Correll, Konte) 2:39
4. Take Me Back (Correll, Konte) 3:25
5. It Happens All the Time (Henry, Jones) 4:25
6. Good Life (Correll, Konte) 3:31
7. It's the Truth (Jones) 3:59
8. Let's Take a Ride (Konte) 2:37
9. Ain't No Rules in California (Jones) 7:48

## Sestava
- Manuel Bettermatti - bicí, zpěv
- Skip Conte - klávesy
- Malcolm Jones - baskytara
- Joe Lala - perkuse
- Kent Henry - kytara